# Ambulyx jordani
Ambulyx jordani is een vlinder uit de familie van de pijlstaarten (Sphingidae). De wetenschappelijke naam van de soort werd in 1910 gepubliceerd door George Thomas Bethune-Baker.